# Jelito ślepe
Jelito ślepe, kątnica (łac. cecum, caecum) – część przewodu pokarmowego niektórych kręgowców.

## Płazy i gady
Niewielkie jelito ślepe występuje u niektórych płazów i gadów. Zlokalizowane jest ono u nich na pograniczu jelita cienkiego i jelita grubego. Może być parzyste.

## Ptaki
U ptaków jelito to jest podwójne i symetryczne. Zarówno jelito ślepe prawe (cecum dextrum) jak i jelito ślepe lewe (cecum sinsitrum) zbudowane są z wierzchołka (apex ceci), trzonu (corpus ceci) i podstawy (basis ceci). Oba jelita uchodzą osobno na pograniczu jelita biodrowego i grubego przez ostium ceci, a u strusi wspólnym ujściem. U kur i ptaków pływających w miejscu ujścia jelit ślepych tworzą się zastawki biodrowo-odbytnicze. Błona śluzowa tych jelit zawiera skupiska tkanki limfoidalnej.
Jelita ślepe nie występują u papug, a u gołębi są bardzo krótkie (2 do 7 mm).

## Ssaki

Przewód pokarmowy człowieka, z zaznaczonym jelitem ślepym

Jelito ślepe występuje również u ssaków, u których stanowi jednak część jelita grubego.
U człowieka jest to pierwszy odcinek jelita grubego. Jelito ślepe leży w prawej okolicy biodrowej. Jest ono od jelita cienkiego oddzielone zastawką krętniczo-kątniczą. Od jelita ślepego odchodzi wyrostek robaczkowy. Jelito ślepe przechodzi w okrężnicę wstępującą, która pod wątrobą zagina się i biegnie mniej więcej poziomo w stronę lewą (na ilustracji w prawo) jako okrężnica poprzeczna; ta z kolei w lewym podżebrzu, pod śledzioną, znowu się zagina i biegnie w dół jako okrężnica zstępująca. Wreszcie przechodzi w okrężnicę esowatą. Jest unaczynione przez tętnicę krętniczo-okrężniczą odchodzącą od tętnicy krezkowej górnej.
Nazwą "ślepa kiszka" określa się potocznie wyrostek robaczkowy lub zapalenie wyrostka robaczkowego. Wynika to z faktu, iż w przeszłości sądzono, że proces chorobowy obejmował kątnicę i stan ten nazywano zapaleniem "ślepej kiszki".